# Choanomphalus maacki
Choanomphalus maacki е вид коремоного от семейство Planorbidae.

## Разпространение
Видът е разпространен в Русия (Бурятия).